# Góra Świętego Jana (Limanowa)
Pour les articles homonymes, voir Góra Świętego Jana.
Góra Świętego Jana est une localité polonaise de la gmina de Jodłownik, située dans le powiat de Limanowa en voïvodie de Petite-Pologne.